# Whitechapel Art Gallery

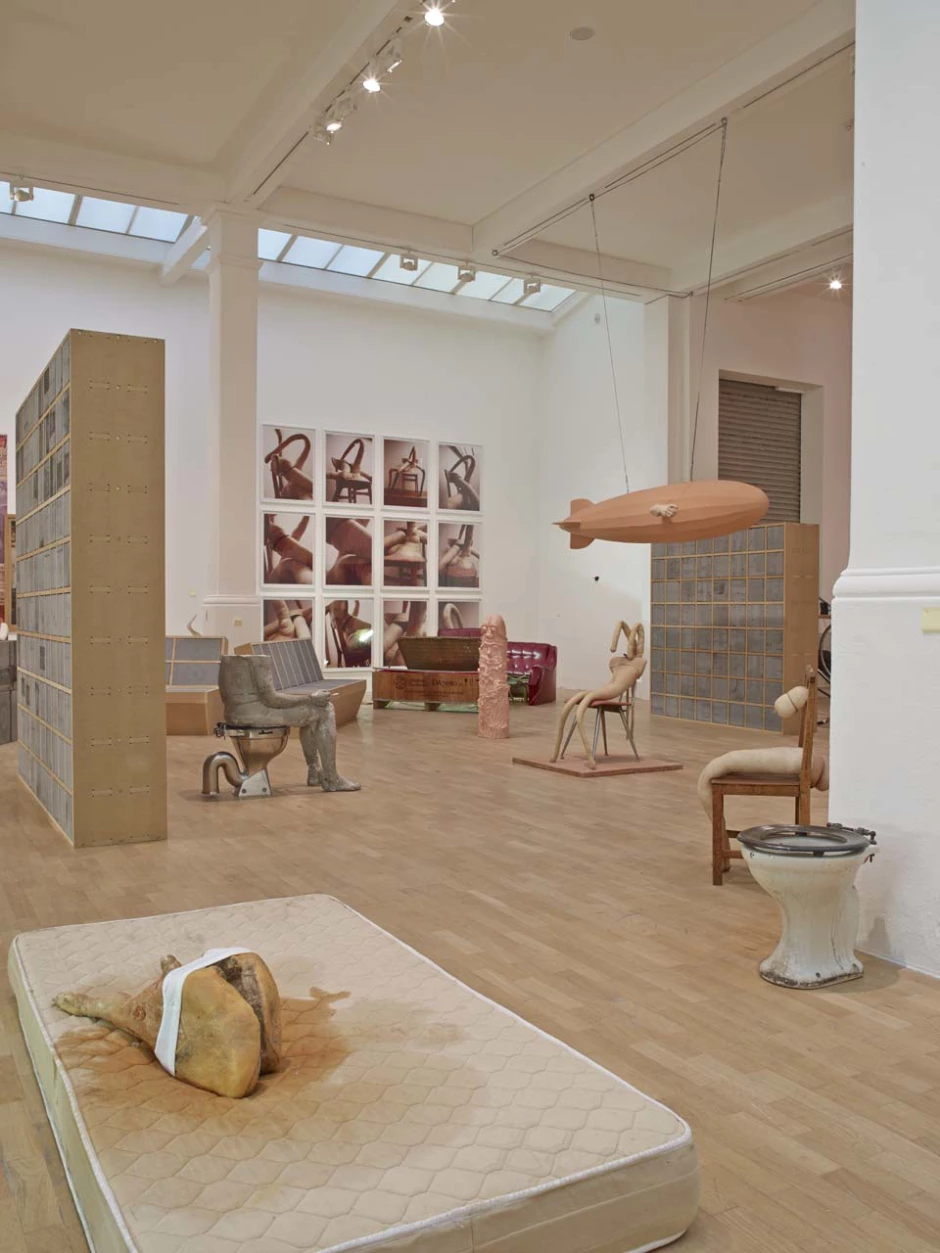
Situation av Sarah Lucas, 2013

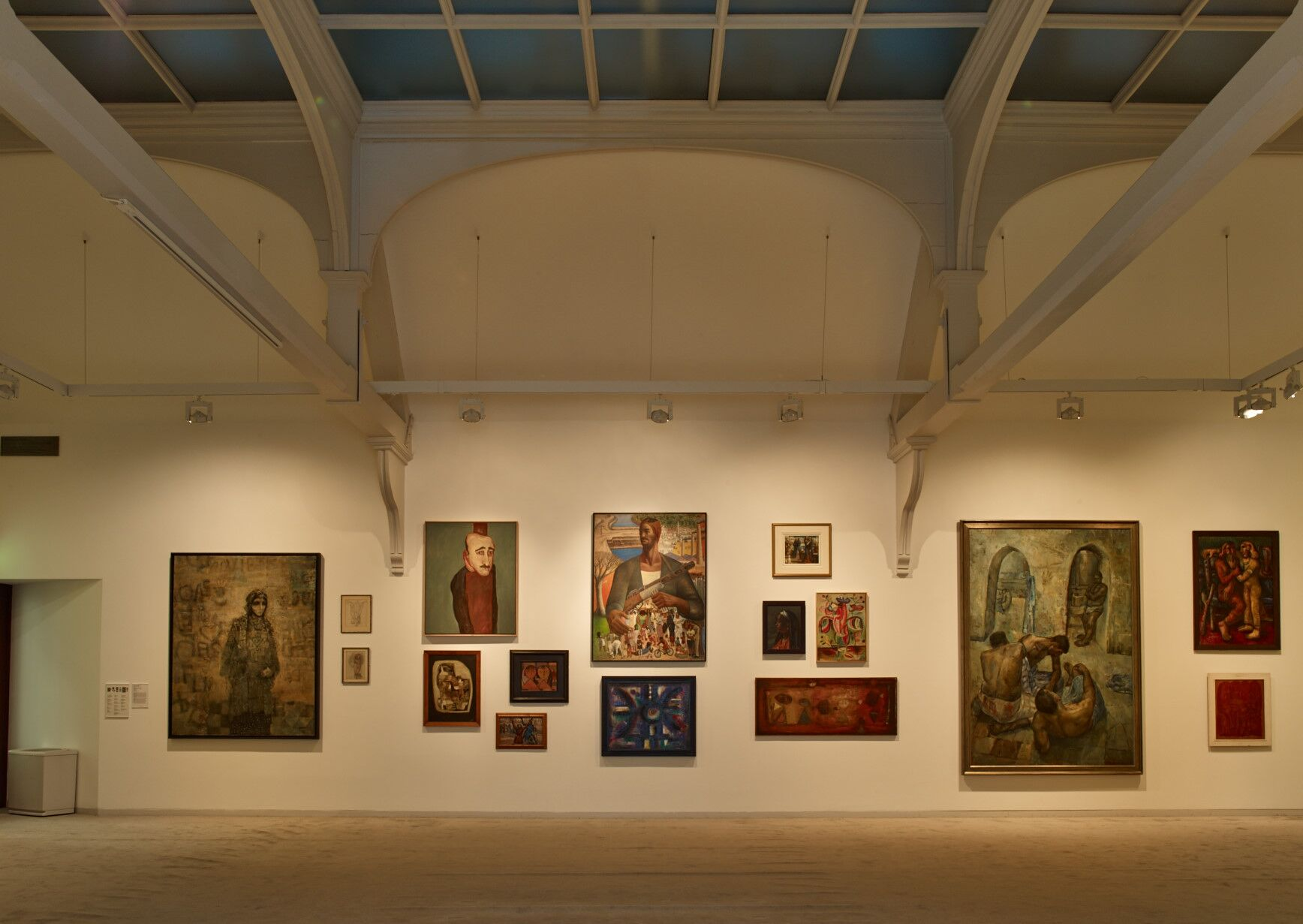
Barjeel Art Foundations Imperfect Chronology-utställning, 2019

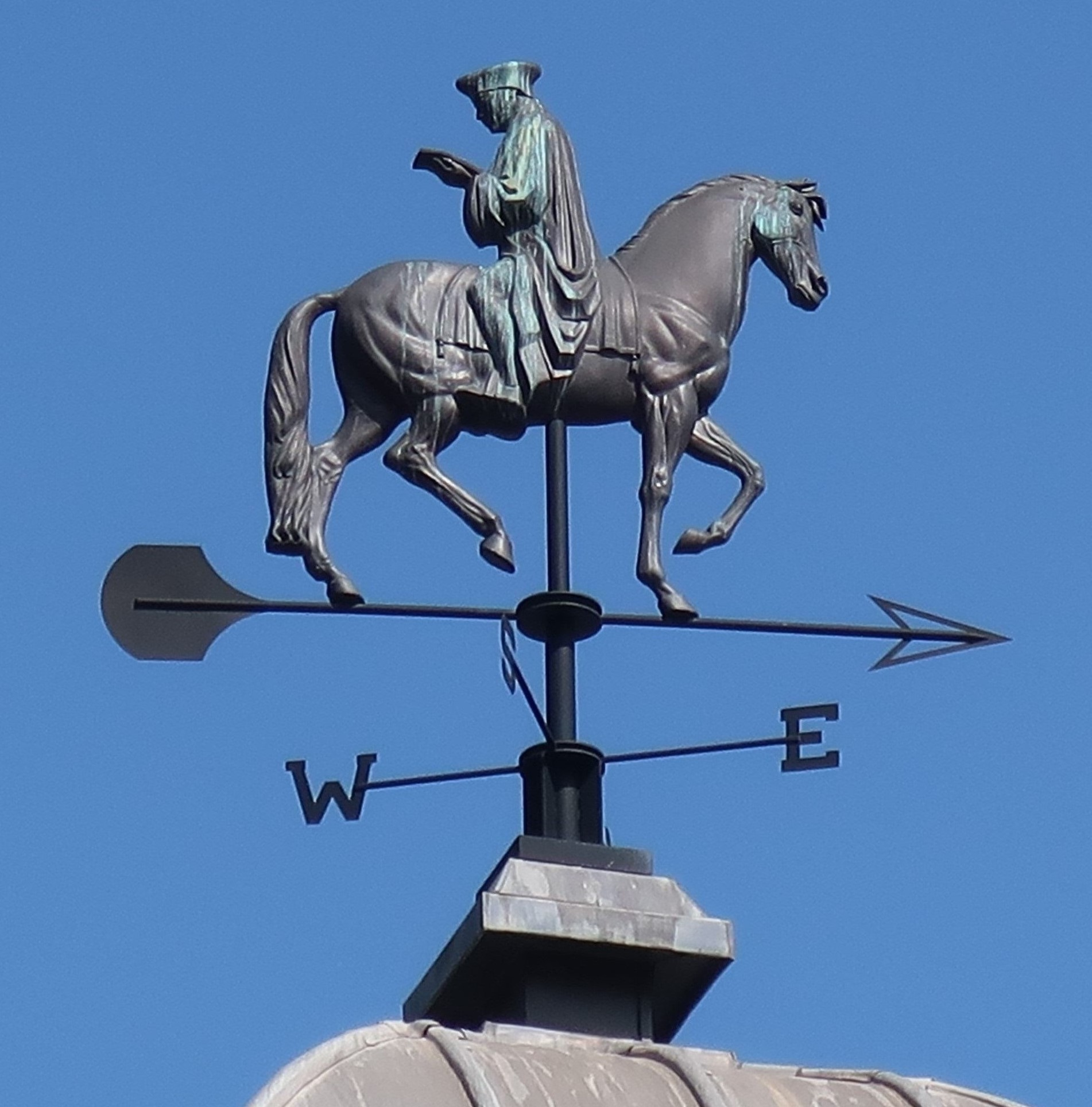
Vindflöjel av Rodney Graham, 2008, beställd för Whitechapel Gallerys utbyggnad och placerad på taket till den tidigare biblioteksbyggnaden. Den avbildar konstnären förklädd till den 1500-tals lärde Desiderius Erasmus.

Whitechapel Art Gallery är en brittisk konsthall i Whitechapel i Tower Hamlets i London. Det öppnade 1901 i en byggnad, som ritades av Charles Harrison Townsend och var då ett av de första publika konsthallarna i London. Byggnaden är ett typexempel på brittisk jugend-stil. År 2009 fördubblades konsthallens storlek genom införlivande av grannhuset, det tidigare Passmore Edwards Library. 
Whitechapel Art Gallery visar verk av samtida konstnärer och retrospektiva utställningar.
Konsthallen ställde 1938 ut Pablo Picassos Guernica som en del av en vandringsutställning som organiserades av Roland Penrose som en protest mot Spanska inbördeskriget.
Whitechapel Art Gallery återöppnade 2009 efter ett tvåårigt utbyggnadsprojekt, vilket innebar en ungefärlig fördubbling av utställningsytan genom att införliva den tidigare grannbyggnaden för Passmore Edwards Library.